# Ánizsszagú pókhálósgomba
Az ánizsszagú pókhálósgomba (Cortinarius odorifer) a pókhálósgombafélék családjába tartozó, Európában honos, főleg fenyvesekben élő, nem ehető gombafaj. 

## Megjelenése
Az ánizsszagú pókhálósgomba kalapja 4-10 cm széles, eleinte félgömb alakú, majd domború, idősen laposan kiterül és széle hullámossá válik. Felszíne nyálkás. Színe mézsárga, sárgásbarna, középen vörösbarna, szélén fiatalon néha zöldes, olív, ritkán kékes árnyalattal. A kalapbőr lehúzható.
Húsa vastag, kemény; színe sárgás vagy halvány zöldessárgás. Szaga erős, ánizsszerű, íze nem jellegzetes. 
Sűrű lemezei tönkhöz nőttek, sok a féllemez. Színük fiatalon sárgászöldes vagy halványolív, idősen rozsdabarna. A fiatal lemezeket sárgás, pókhálószerű, gyorsan eltűnő kortina védi, melynek maradványai néha a tönkön később is megtalálhatóak.
Tönkje 4-10 cm magas és 1-2 cm vastag. Töve gumósan megvastagodott. Színe halványsárga vagy zöldessárga, a tövénél vörösesbarnás. 
Spórapora rozsdabarna vagy olívbarna. Spórája mandula vagy citrom alakú, durván rücskös, mérete 10,5-13,5 x 6-7,5 um.

### Hasonló fajok
Erős ánizsszaga jellegzetes. Külseje alapján hasonlíthat hozzá az elegáns pókhálósgomba, a kénsárga pókhálósgomba vagy a zsemlebarna pókhálósgomba. 

## Elterjedése és termőhelye
Európában honos. 
Fenyvesekben él, inkább meszes talajon. Szeptember-októberben terem. 

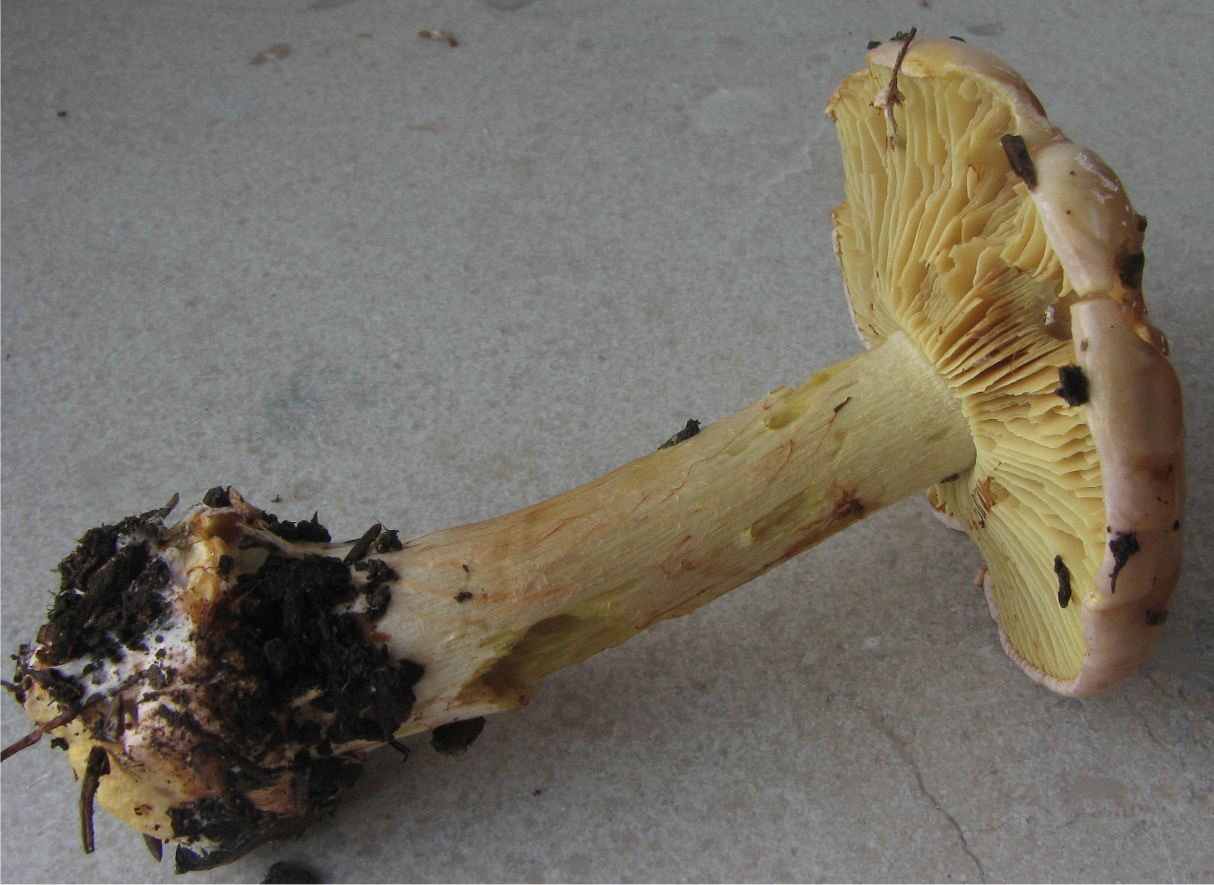
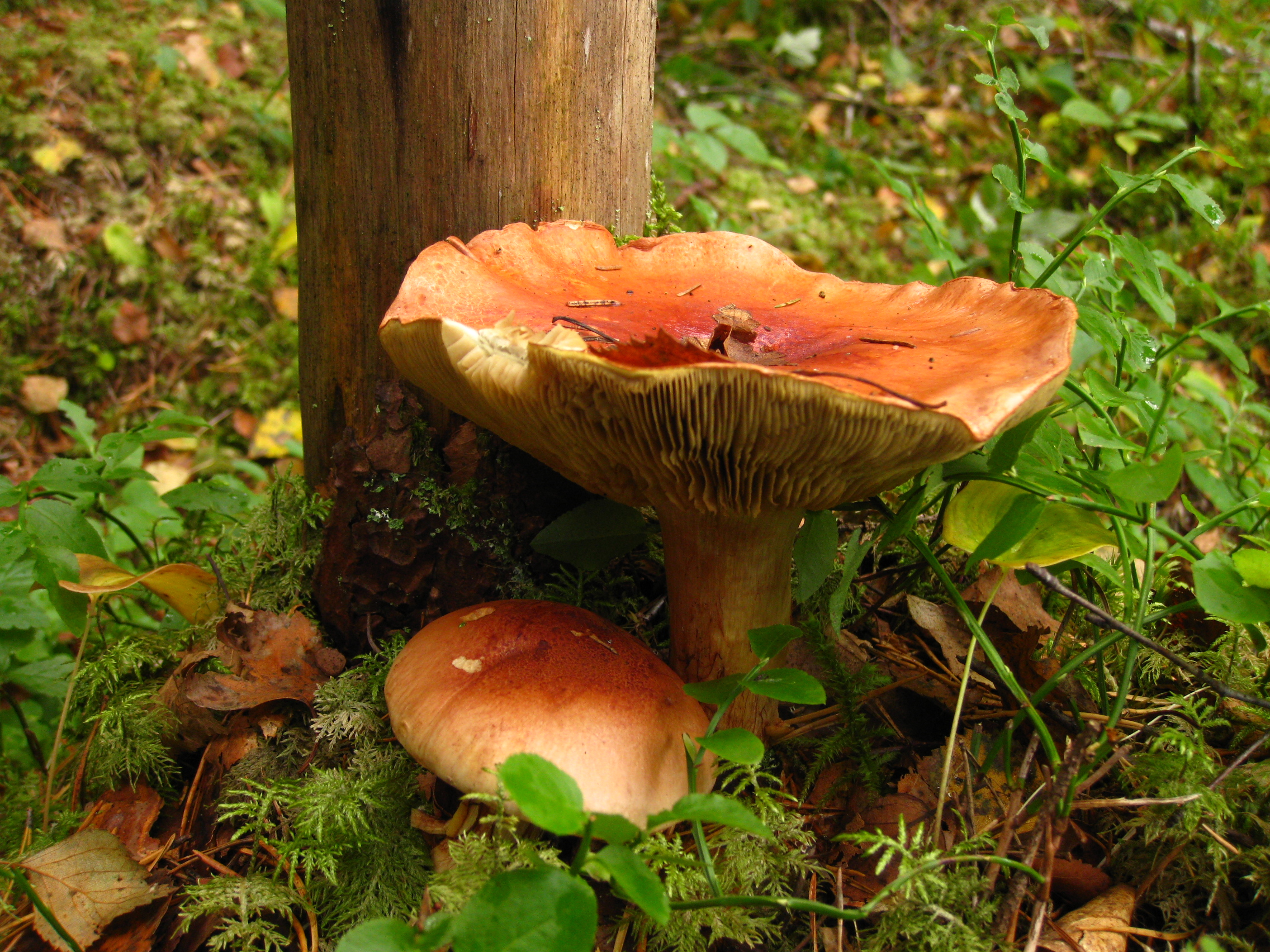

Ehető.